# Karl Schneider-Carius
Karl Schneider-Carius, früher Karl Schneider, (* 2. Juni 1896 in Bardowick; † 1. Dezember 1959 in Leipzig) war ein deutscher Meteorologe und Klimatologe. Er war Direktor des Geophysikalischen Instituts der Universität Leipzig.
Von 1920 bis 1925 war er am Aeronautischen Observatorium Lindenberg. Nach dem Zweiten Weltkrieg arbeitete er zunächst für die Amerikaner und dann im Zentralamt des Deutschen Wetterdienstes in Bad Kissingen. 
Seit 1955 bis zu seinem plötzlichen Tod im Jahre 1959 war er Direktor des Geophysikalischen Instituts der Universität Leipzig, aus dem bekannte Meteorologen hervorgegangen sind wie auch der spätere Präsident der Meteorologischen Gesellschaft der DDR Karl-Heinz Bernhardt. 
Im Jahre 1957 gründete Schneider-Carius das maritime Observatorium an der Ostsee in Zingst.
Aus seiner speziellen  Beschäftigung mit der Troposphäre entstand 1953 ein Fachbuch. 1954 veröffentlichte er ein Standardwerk zur Geschichte der Meteorologie.
Sein Grab befindet sich auf dem Südwestkirchhof Stahnsdorf.

## Schriften
- Die Grundschicht der Troposphäre. Akademische Verlagsgesellschaft Geest und Portig, Leipzig 1953
- Wetterkunde, Wetterforschung: Geschichte ihrer Probleme und Erkenntnisse in Dokumenten aus drei Jahrtausenden. Orbis academicus, Verlag Karl Alber, Freiburg i. B./München 1954